# بيتر أبراهامز (مؤلف أمريكي)
بيتر أبراهامز (بالإنجليزية: Peter Abrahams)‏ (28 يونيو 1947، بوسطن في الولايات المتحدة)؛ كاتب وروائي أمريكي. درس في كلية ويليامز.

## روابط خارجية
- بيتر أبراهامز على موقع IMDb (الإنجليزية)
- بيتر أبراهامز على موقع قاعدة بيانات الفيلم (الإنجليزية)